# Koken Kato
Koken Kato (加藤 弘堅 Kato Koken?), född 3 april 1989 i Chiba prefektur, är en japansk fotbollsspelare.
Kato började sin karriär 2008 i Kyoto Sanga FC. 2012 flyttade han till Kataller Toyama. Efter Kataller Toyama spelade han för Thespakusatsu Gunma och Giravanz Kitakyushu.